# Lonzenburg
Lonzenburg an der Ruwer mit dem Ortsteil Neuhof gehört zur Ortsgemeinde Schöndorf im Landkreis Trier-Saarburg (Rheinland-Pfalz). Der Ort mit etwa 100 Einwohnern liegt im moselfränkischen Sprachraum. Eine lokale Spezialität ist der Viez (Apfelwein).

## Geschichte
Der Ort war ein Gutshof im Besitz der Freiherrn Schenk von Schmidtburg.
Am 9. Januar 1298 verkaufte Ysembard von Godewilre (Gutweiler) aus Lonzenburg seine Besitzungen in Luntzenbrech an das Dominikanerkloster St. Katharina in Trier.
Das Kloster verpachtete den Hof mittels Hofbrief an tüchtige Bauersleute.
Bekannte Pächter waren:
- Claß Theiß von Emmel (Niederemmel) 1532–1622
- Hans von Grevin
- Johann Bauer von Kehen (Kenn) 1671–1688
- Johannes Bauer von Kenn 1697–1743
- Matthias Naumes 1743–1770
- Nikolaus Naumes 1743–1770
- Matthias Leinenweber 1787–1804, ersteigerte das Gut am 7. März 1805 im Zuge der napoleonischen Säkularisation.

Weitere Namensbezeichnungen waren:
- 1305 Luntzenburg
- 1323 Lanzinberg
- 1546 Lüntzenburg
- 1668 Lontzenburg

Von 1584 bis 1630 gehörte das Gut zur Pfarrei Osburg, ab 1630 zur Pfarrei Morscheid, ab 1668 zur Pfarrei Gusterath und ab 1804 zur Pfarrgemeinde Pluwig.
Territorial gehörte der Lonzenburger Hof zur Gemeinde Schöndorf in der Pflege Waldrach im Amt Pfalzel des Kurfürstentums Trier (oberes Erzstift).

## Sehenswürdigkeiten
In Lonzenburg befindet sich die Banneux-Wallfahrtskapelle von 1957.